# Phaeophilacris obesa
Phaeophilacris obesa är en insektsart som beskrevs av Lucien Chopard 1948. Phaeophilacris obesa ingår i släktet Phaeophilacris och familjen syrsor. Inga underarter finns listade i Catalogue of Life.